# Бибиков, Илья Александрович
Илья Александрович Бибиков (1698—6 апреля 1784) — генерал-поручик русских инженерных войск.

## Биография
Из дворян. Сын стольника Александра Борисовича Бибикова (1660—1714) от его второго брака с Евдокией Кирилловной Зыбиной (1668—1749). Получил домашнее образование.
В 1715 году поступил на службу в инженерный корпус под начальство генерал-фельдцейхмейстера графа Я. В. Брюса, относившегося к нему с большим расположением. Участник русско-шведской войны 1741—1743 гг.
В 1741 году получил чин инженер-полковника, 25 апреля 1749 года — чин генерал-майора.
Участвовал в Семилетней войне. Отличился в сражении при Кунерсдорфе. В той же кампании, при осаде Кольберга, командовал всей конницей и с успехом удерживал осаждённых от сообщения со Штеттином. Неожиданно атаковав г. Трептов, захватил его и взял в плен предводителя прусского гарнизона, генерала Вернера.
Как лучшему из инженеров, Бибикову часто поручали строительство военных укреплений: Украинской фортификационной степной линии, а также городов — Таганрога, Моздока, Кизляра и Бахмута. В начале 1760-х, после вступления на царство Екатерины II, Илья Бибиков был назначен начальником Тульского оружейного завода и произведён в генерал-поручики.
В 1764 году, в возрасте 66-ти лет, вышел в отставку — по болезни. В 1765 году был награждён орден св. Александра Невского. Умер в апреле 1784 года.

## Семья
Был дважды женат:
1. жена Наталия Николаевна Писарева (1711— ?), имела сына и двух дочерей.
  - Александр Ильич (1729—1774), государственный и военный деятель, генерал-аншеф.
  - Аграфена Ильинична, замужем за генерал-поручиком Иваном Матвеевичем Толстым (1746—1808).
  - Евдокия Ильинична (1743/1745—1807), фрейлина, замужем за адмиралом И. Л. Голенищевым-Кутузовым (1729—1802). В коронацию Павла I была пожалована орденом Св. Екатерины, статс-дама с 18 ноября 1806 года. Похоронена в Александро-Невской лавре рядом с мужем.
2. жена Варвара Никитична Ларионова (1719—10.09.1773), дочь Никиты Семёновича Шишкова (1682—1746) и двоюродная тётка адмирала А. С. Шишкова. Вдова Л. Ларионова, её сын от первого брака полковник Александр Леонтьевич Ларионов принимал участие в подавление Пугачевского бунта. Во втором браке имела двух сыновей и дочь:
  - Василий Ильич (1746—1787), камергер, тайный советник, актёр-любитель и драматург. Автор пьесы «Лихоимец», которая шла с успехом в столичных театрах. В 1781—1785 годах был директором русской труппы Императорского театра. По его плану в 1799 году в Петербурге было создано театральное училище.
  - Гавриил Ильич (1747—1803), генерал-майор, владелец усадьбы Гребнево; глава большого семейства (12 детей), его сыновья Дмитрий и Илья Бибиковы.
  - Екатерина Ильинична (1754—1824), в 1778 году вышла замуж за подполковника Михаила Кутузова.